# Albegno
Albegno [alˈbeɲ(ː)o] (Albègn [alˈbɛɲ] in dialetto bergamasco) è una frazione del comune di Treviolo, in provincia di Bergamo, di circa 2 800 abitanti distante circa 7 km dal capoluogo orobico.
Fino al 1928 costituiva un comune autonomo, quando fu aggregato al comune di Treviolo.

## Territorio
La frazione si estende da via Gorizia a via Frizzoni e da viale Papa Giovanni XXIII a via Santa Cristina.
Piazza Conciliazione costituisce la piazza principale, mentre altre vie importanti sono: via IV Novembre, via Gorizia, via Marconi, via Vittorio Veneto, via Mazzini, via San Biagio, via Costituzione, via Risorgimento, via dei Compagnoni e via Dante Alighieri.

## Origine del nome
Il nome della località, che compare in un documento dell'anno 871, varia nel tempo. Il primo documento indica la presenza di Albines, nel 911 Albineas per arrivare al 1319 a Albenio. Le ipotesi sull'origine del nome sono discordanti. Secondo lo storico Pierino Boselli, discenderebbe dal latino gentilizio Albinis dal significato biancastro. Di diverso orientamento è il linguista Mario da Sovere che riterrebbe il nome Albegno quale unione dei suffissi celtici: al dal significato di grosso, e bee che indica campo, e che porterebbe al significato di grande campo.

## Storia

### Origine
Sebbene non vi siano testimonianze che il territorio di Albegno fosse un insediamento romano, secondo lo storico Bortolo Belotti, la località con quelle prossime di Treviolo e Curnasco sarebbe stata abitata fin dal periodo romano. Così scrissero gli ingegneri Motta e Pizzigoni nello studio del territorio: 
(Relazione conservata nel comune di Albegno)
A conferma di ciò, negli scavi eseguiti in località Podere San Martino sono stati ritrovati reperti riconducibili all'epoca romana.
La località fu sicuramente abitata nel VI e VII secolo dai Longobardi come testimoniano gli scavi eseguiti nel 1987 nella località Campo Pradù dove fu rinvenuta una tomba a cassa litica con i resti di due inumani e una piccola parte di pavimentazione in acciottolato, probabilmente l'antico piano stradale. Solo dal IX secolo vi sono anche testimonianze scritte. Il primo personaggio citato è un certo Garivaldo, indicato in un atto notarile rogato nell'888. Lo statuto comprendeva alcune leggi, come il dovere rispondere annualmente al comune di Bergamo sulle attività, bisognava eleggere i consoli nonché due compari che dovevano controllare i campi e i corsi d'acqua.

### Dal X secolo
Con il primo millennio sono molti i documenti riguardanti il territorio di Albegno. Un documento del 1160 indica la presenza di un territorio presso il Brembo. La località faceva parte del vicariato di Bergamo, ma con l'arrivo deimuovi amministratori comunali il territorio acquistò con Treviolo l'autonomia di tipo rurale e furono aggregati alla facta di santo Stefano, e nel 1263 la comunità redisse il primo statuto.

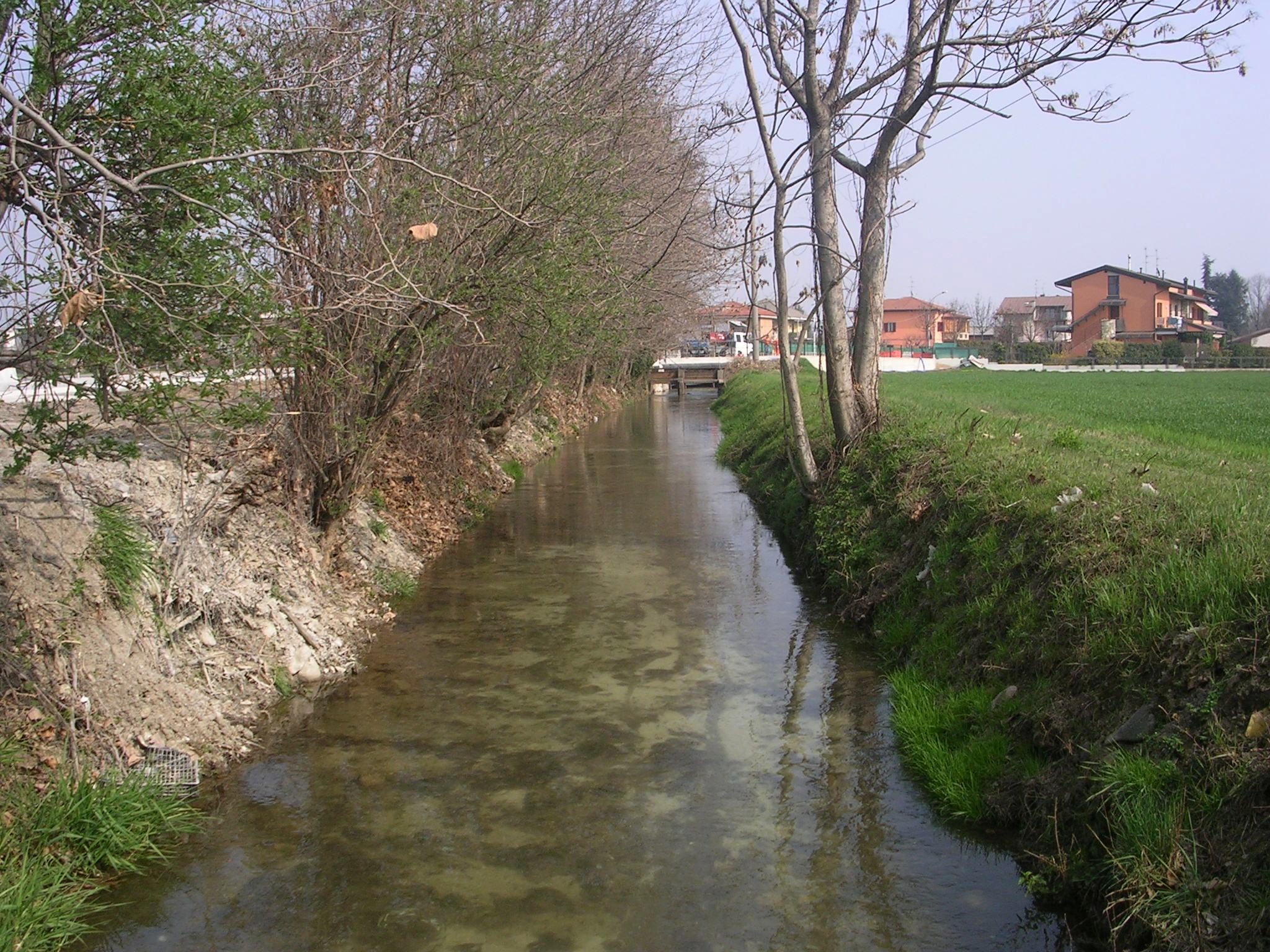
Roggia Serio grande - Albegno

Nel 4 luglio 1392 la comunità stabilì i propri confini con atto notarile redatto a Albegno alla presenza dei consoli Giacomo detto Malicco fu Zaneto detto Danza de Stefani e Giovanni detto Pappa fu Graziolo Rubasacchi alla presenza del notaio Giovanni di Alberto Dalmasone. La località fu coinvolta nelle lotte fratricide durante la dominazione dei milanesi Visconti tra i guelfi e i ghibellini. Le tasse di Bernabò Visconti aveva imposto resero difficile il cruento XIV secolo. Lo storico Mario Lupo scrisse: 
(Mario Lupo, Codex Diplomaticus Civitatis Bergomensies)
Con Gian Galeazzo Visconti vi fu un nuovo aumento della tassazione e questo impoverì maggiorente agli albegnesi, che se non riuscivano a pagare i balzelli di trovavano sequestrati i pochi beni. Della complessa situazione ne approfittò la famiglia dei Colleoni che nel 1405 depredò e occupò Albegno e nel 1407 i Malatesta. Intervennero nuovamente i Visconti, ma la popolazione era ormai decimata e troppo impoverita e dovettero alleggerire la pressione sui pochi contadini rimasti. Con la pace di Ferrara del 1428, Albegno passò sotto il dominio veneto. Fu quindi rivisto lo statuto secondo le leggi di Venezia e ridefiniti i confini. Il documento fu rogato il 14 maggio 1481 a Lallio e approvati nel 1492 dal capitano di Bergamo Marco Giustiniani e nel 1493 on ducale del doge Agostino Barbarigo. Tra gli abitanti di Albegno alcuni protendevano ancora per i Visconti nella persona di Piccino, questi furono banditi dal territorio occupato dalla repubblica veneta nel 1432.

Lo storico Giovanni Da Lezze nel suo Descrizione di Bergamo e del suo territorio del 1596 scrisse: 
(Giovanni da Lezze, 1596)
La peste del 1630 decimò gli abitanti come in tutto il territorio, ma con il XVIII secolo vi fu un incremento demografico, sicché all'inizio del XX secolo «è popolato da quasi quattrocento persone, pressoché tutte agricoltori».
Nel 1809 Albegno fu aggregato alla città di Bergamo diventandone la frazione fino al 1816, quando sotto la dominazione austriaca divenne comune autonomo. Nel 1928 con il Regio Decreto n. 2545 venne accorpato al comune di Treviolo. Gli abitanti chiesero nuovamente l'autonomia ma la loro richiesta non fu mai accolta. Molta documentazione della storia della località è andata distrutta e poco rimane che permetta una migliore ricostruzione storica.

## Monumenti e luoghi d'interesse
La chiesa parrocchiale di San Giovanni Battista, edificata nel 1930, su un edificio preesistente, possiede dipinti risalenti al XVI e al XVII secolo, nonché sculture, tarsie e statue di grande impatto. Dell'antica chiesa di Santa Cristina vi è solo la testimonianza cartografica dopo che fu soppressa nel 1603.
Poco distante si trova la Villa Frizzoni-Micheletti (poi Villa Casarotto), risalente al XVII secolo, che ben risalta tra gli edifici circostanti.

## Società

### Tradizioni e folclore
Il 3 febbraio si festeggia San Biagio vescovo martire, che non è il patrono del paese ma è un santo molto sentito. La funzione religiosa è seguita dalla vendita di caratteristici biscotti a forma di pesce, e dalla benedizione da parte del parroco delle automobili. Si svolge inoltre anche la processione, durante la quale la statua del santo viene trasportata per le vie del paese.
Anni fa, per animare la festa, venivano fatti correre anche i cavalli per le strade, ma ora l'usanza è caduta in disuso per ovvi motivi. Al santo sono stati dedicati due complessi residenziali: il primo in via San Biagio (detto San Biagio 1) e il secondo in via Frizzoni (detto San Biagio 2).
Il 24 giugno si festeggia il patrono del paese san Giovanni Battista. La festività è accompagnata dalla festa del paese, che dura 10 giorni e si svolge all'interno dell'oratorio, dove è possibile cenare e seguire i diversi intrattenimenti organizzati dalla parrocchia.

## Sport
Lo sport più seguito nel paese, è il calcio. Nel 1956 nacque l'U.S. Albegno (colori sociali bianco e azzurro), una società calcistica simbolo del paese per molti anni. Giocava le sue partite al campo parrocchiale in piazza Conciliazione, fino alla promozione nel campionato di Eccellenza. Così per non conformità del campo di gioco alle richieste di un campionato così importante, la squadra spostò i suoi incontri al campo di gioco del limitrofo paese di Treviolo, dove giocò le sue gare fino al 1998, anno in cui si fuse con la squadra di Treviolo dando vita all'U.S. TreAlbe. La nuova società, i cui colori sociali sono blu e granata, militò a lungo nel campionato di Promozione. Nel 2011, dalla società TreAlbe si distaccò il settore giovanile, formando una nuova società che assunse il nome di Giovanile TreAlbe. Dopo la chiusura della società TreAlbe nel 2013, la Giovanile TreAlbe raccolse del tutto la sua eredità sportiva affiancando la settore giovanile una prima squadra, che partecipa ai campionati dilettantistici provinciali.